# Прапор Конотопа
Пра́пор Коното́па — один із двох офіційних символів Конотопа Сумської області поряд із гербом міста. Був затверджений 5 квітня 2001 року XVIII сесією Конотопської міської ради XXIII скликання.

## Опис
Стяг золотого кольору, із співвідношенням довжини прапора до його ширини 2:3. У центрі розміщено герб міста Конотоп. Співвідношення висоти гербового щита до висоти прапора дорівнює 1:2.
- Жовтий колір символізує шляхетність і заможність.
- Червоний колір символізує кохання, відвагу, мужність і кров.

Прапор є символом міського самоврядування, а також відображає історію та традиції міста. Основним елементом прапора є конотопський герб.
| Схема   | Жовтий             | Червоний       |
| ------- | ------------------ | -------------- |
| Pantone | Pantone Yellow C   | Pantone 485 C  |
| Lab     | 89, -7, 88         | 47, 69, 56     |
| RAL     | 1016 Sulfur yellow | 2002 Vermilion |
| RGB     | 255, 222, 0        | 220, 35, 0     |
| CMYK    | 0, 13, 100, 1      | 0, 84, 100, 14 |
| HEX     | #ffde00            | #dc2300        |
| Websafe | #fc0               | #c30           |

## Галерея

Версія за використання шаблону Українського геральдичного товариства